# 闇 (X-ファイルのエピソード)
「闇」（原題:Darkness Falls）は『X-ファイル』のシーズン1第20話で、1994年4月15日にFOXが初めて放送した。

## スタッフ
- 監督：ジョー・ナポリターノ
- 脚本：クリス・カーター

## キャスト

### レギュラー
- デイヴィッド・ドゥカヴニー - フォックス・モルダー特別捜査官
- ジリアン・アンダーソン - ダナ・スカリー特別捜査官

### ゲスト
- ジェイソン・ベギー - ラリー・ムーア
- タイタス・ウェリヴァー - ダグ・スピニー
- トム・オルーク - スティーヴ・ハンフリーズ
- ベリー・グリーン - パーキンス
- ケン・トレンブレット - ダイアー

## ストーリー
ワシントン州にあるオリンピア国有林で、森林伐採を行っていた労働者たちが、おびえた様子で森からの脱出を図るが、緑色に光る昆虫の群れに襲われてしまう。
FBI本部にて、モルダーはスカリーに労働者失踪事件について話していた。モルダーが調べたところ、オリンピア国有林では1934年にも同様の失踪事件が起きていたことが判明した。2人は調査のために現地へ向かった。現地に着いた2人は国有林のレンジャー、ラリー・ムーアと伐採業者の幹部、スティーヴ・ハンフリーズに出迎えられた。森の奥へと向かう途中、モルダーとスカリーが乗る車が環境テロリストの仕掛けたまきびしに引っかかり、タイヤがパンクしてしまう。そのため、目的地まで歩いていかなければならなくなった。労働者の拠点に着いたが、そこには人の気配はなかった。また、通信機器も壊されていた。森を捜索していたスカリーは、木につるされた大きな繭を発見し、中から労働者の干からびた死体を見つける。
ハンフリーズが発電機を修理していると、何かの気配を感じた。不審に思ったハンフリーズが小屋の中を調べると、そこには環境テロリストの一人、ダグ・スピニーがいた。スピニーはモルダー一行に「この森には人間に襲い掛かる昆虫の大群がいる。そいつらは光を嫌うらしい。」という情報を伝える。翌朝、一行は老木が切り倒されているのを発見した。その切り株の年輪の間には緑色の帯があった。スピニーはその老木の中で休眠状態にあった昆虫が、老木が切り倒されたために活動を開始してしまったのではないかと考える。
昆虫が犯人だという説を一蹴したハンフリーズは一人でムーアのトラックに戻るが、夜になって活動を始めた昆虫の大群に襲われて死ぬ。小屋では昆虫を寄せ付けないために夜間も電球がともされていた。翌朝、スピニーは「自分の仲間がいる場所にはジープがある。発電機のガソリンを分けてくれれば、必ず君たちを迎えに来る。」とモルダーを説得する。モルダーはスピニーを信頼しガソリンを渡す。スカリーとムーアは勝手に燃料を渡したモルダーを批判する。
モルダー一行はその日の夜を残り少ない燃料と電球で何とか乗り切ることができた。一行は拠点にあったトラックのタイヤがパンクしたトラックにも使えることを期待してそれを持ち出し、急いでトラックがパンクした場所に向かった。道中、一行はハンフリーズの死体を発見した。そこへ、スピニーが約束通りにやって来た。スピニーの仲間も全滅してしまったのだという。一行はジープに乗って森を抜け出そうとしたが、まきびしに引っかかり、ジープのタイヤがパンクしてしまう。スピニーがタイヤの具合を調べるために外へ出た途端、虫の大群がスピニーに襲い掛かった。車内にいたモルダー、スカリー、ムーアの3人もエアコンを通して侵入してきた昆虫に襲われる。翌朝、繭にくるまれている3人を捜索隊が発見し、3人はワシントン州オウカノガン郡にある検疫施設に搬送された。
意識を取り戻したモルダーは、そこに勤務する科学者から「昆虫を絶滅させるために森は焼き払われ、その跡には農薬が散布される」という話を聞く。

## 製作
クリス・カーターは年輪年代学に関する話を聞き、そこから「何千年にもわたって生きている樹木は、一種のタイムカプセルのような役割を果たせるのではないか。その年輪から過去の出来事や過去の生態系を解明できるのではないか」という直観を得て、本エピソードの脚本を執筆した。カーターは「このエピソードの不気味ともいえるエンディングは、僕がウォーターゲート事件の起きた時代に青春を過ごしていたから生まれたものだ。あの時代、僕たちは政府に対して強い不信感を抱かずにはいられなかった。」と語っている。
本エピソードに登場する緑色の光を放つ昆虫はCGによってつくられたものである。ただし、昆虫が顕微鏡に映し出されるシーンにおいては、ダニを顕微鏡に映したものが使われた。
本エピソードは低予算で作られる予定であった。しかし、折からの悪天候で撮影が難航し、シーズン1のエピソードの中でも最も過酷な現場となった。撮影が行われたのはブリティッシュコロンビア州にあるリン・バレーである。そこには保護林があった。撮影終了予定日が近づくにつれて、スタッフの間に漂う緊張感は強まっていった。そんな中、監督のジョー・ナポリターノと第一助監督のウラジミール・ステフォフが激しい口論をし、ナポリターノがこれ以上の演出をすることを拒否した（ナポリターノが『X-ファイル』のエピソードを監督したのは本エピソードが最後となった）。悪天候に改善の兆しが見えなかったため、リン・バレーでの撮影はいったん打ち切られ、後日、別の場所で撮影が行われた。また、遅れが生じたほかの原因として、ロケ地へと続く道路の舗装が悪く、人や機材の移動がままならなかったことも挙げられる。
ラリー・ムーアを演じたジェイソン・ベギーは、ドゥカヴニーの子供のころからの友人である。ドゥカヴニーに俳優の道を薦めたのもベギーであった。スタッフたちはベギーとドゥカヴニーが友人であったことが、緊張感漂う現場に和やかさをもたらしたと語っている。

## 評価
1994年4月15日、FOXは本エピソードを初めてアメリカで放映し、1250万人（750万世帯）が視聴した。
『エンターテインメント・ウィークリー』は本エピソードにB評価を下し、「おどろおどろしい雰囲気の森の中で起きた事件という設定が当世風ではない。」と評している。『A.V.クラブ』のザック・ハンドルンは「現代社会が抱える問題を見事に描き出している卓越した出来のエピソードだ。」と評している
。『デン・オブ・ギーク』のマット・ハイは「結末が曖昧になっているのがいい。それによって神秘的な印象が視聴者に残る。それでいて物語が有耶無耶になっているという印象は受けない。まさに職人芸だ。」と述べている。『IGN』は本エピソードを『X-ファイル』のエピソードの中でも5番目にいい出来のエピソードであると言い、「数か所のシーンに捻りがあって面白い。」「環境問題を理知的に扱っている。」と述べている。
ただし、クリス・カーターは環境問題を提起するために本エピソードを執筆したわけではない。そうではあるものの、本エピソードに盛り込まれた環境破壊への警鐘は高く評価され、環境メディア賞を受賞した
。

## 余談
1995年、レス・マーティンが本エピソードをヤングアダルト小説に翻案してハーパーコリンズから出版した。